# Torre Chifley
La Torre Chifley (in inglese: Chifley Tower) è un grattacielo di Sydney in Australia.

## Storia
Il grattacielo è stato costruito tra il 1988 e il 1992. Prende il nome da Ben Chifley, sedicesimo primo ministro australiano.

## Descrizione
Situato in Chifley Square nel CBD di Sydney, il grattacielo è alto 244 metri.